# Tilst Skole
Tilst Skole er en folkeskole, beliggende på Tåstumvænget 8 i forstaden Tilst i det vestlige Aarhus. Skolen har klasser fra børnehaveklasse til niende klasse, og har 686 elever (skoleåret 19/20). Skolens nuværende leder er Lone Jørgensen, og Jonny Juul Lindgreen er viceskoleleder.

Det er usikkert præcist hvornår den første skole i Tilst åbnede, men den 16. maj 1911 blev der indviet en ny skole på skolen nuværende placering, og Tilst Skole kunne derfor fejre 100 års fødselsdag den 16.maj 2011. I oktober 1955 blev Tilst Skole indviet som ny centralskole. Centralskolen samlede skolebørnene fra Tilst, Kasted og Geding Sogn.  
Skolen bestod oprindeligt af én klassefløj samt tjenesteboliger. Klassefløjen står endnu og er en del af skolens bygninger. Der er siden bygget til med flere klassefløje, kontorgang, faglokaler og i 1975 åbnede svømme- og sportshallen. I 2021 igangsættes arbejdet med en stor ombygning og modernisering af Tilst Skole ud fra en helhedsplan der skal gøre skolen til hele byens samlingspunkt. Byrådet har afsat 62 millioner kr. til modernisering af Tilst Skole.
I skoleåret 1974/75 kulminerede elevtallet på Tilst Skole, som med 1.083 elever var kommunens største på det tidspunkt. Herefter blev Skjoldhøj et selvstændigt skoledistrikt og Skjoldhøjskolen åbnede.

Udover svømmehal og sportshal er der bibliotek, egnsarkiv, skoletandlæge og udendørs fodboldbaner på Tilst Skole. Tilst Skole er nabo til AARHUS GYMNASIUM, Tilst.

## Ekstern henvisning
- Skolens hjemmeside Arkiveret 25. juni 2007 hos  Wayback Machine
- Tilst, Geding og Kasted skoler - AarhusWiki
- Tilstarkiv
- Aarhus bygger 2 nye skoler

| Skole | Spire Denne artikel om en skole, en uddannelsesinstitution eller uddannelse er en spire som bør udbygges. Du er velkommen til at hjælpe Wikipedia ved at udvide den. |

56°11′20.66″N 10°6′46.64″Ø / 56.1890722°N 10.1129556°Ø